# فولفيو سيسيري
فولفيو سيسيري هو ممثل كندي، ولد في 11 مارس 1960 في كندا.

## أعمال

### أفلام
- (1995) القتلة[3]
- (1999) الإعصار[4]
- (2001) فالنتاين
- (2005) الفوضى
- (2005) رجل السندريلا[5]
- (2006) جون تاكر يجب أن يموت[6]
- (2009) المراقبون[7]
- (2015) عصر أدالين[8][9]

### مسلسلات
- الإبتدائية[10][11][12]
- جاغ
- ذا غود وايف

## وصلات خارجية
- فولفيو سيسيري على موقع IMDb (الإنجليزية)
- فولفيو سيسيري على موقع ألو سيني (الفرنسية)
- فولفيو سيسيري على موقع أول موفي (الإنجليزية)
- فولفيو سيسيري على موقع قاعدة بيانات الأفلام السويدية (السويدية)
- فولفيو سيسيري على موقع قاعدة بيانات الفيلم (الإنجليزية)
- فولفيو سيسيري على موقع كينوبويسك (الروسية)